# 池田由勝
池田 由勝（いけだ よしかつ）は、江戸時代前期の岡山藩の家老。天城池田家第4代当主。

## 生涯
延宝2年（1674年）、天城池田家第3代当主池田由孝の子として岡山で生まれる。母の斎藤光は斎藤道三の末裔である。
天和元年（1681年）11月1日、藩主池田綱政に御目見する。同2年（1682年）11月27日、玄蕃と名乗る。元禄9年（1696年）に父・由孝が死去したため、翌元禄10年（1697年）家督を相続、知行高3万2千石。
宝永元年（1704年）8月16日に死去。享年30。墓所は天城池田家墓所（岡山県倉敷市）。
同年10月に、藩主綱政の十七男峯千代（保教）が養子入りして家督相続するも、宝永6年（1709年）藩主世子の兄政順が死去したため実家に戻り世子となったため、宝永7年（1710年）に綱政の十八男豊次郎（政純）が代わって家督相続した。
なお、赤穂事件で知られる赤穂藩家老大石良雄は父由孝の姉熊子の子で、大石が切腹前に幕府大目付に提出した親類書には、岡山藩城代池田七郎兵衛政陽（由孝の姉千子の子）、小仕置池田佐兵衛信起（由孝の姉夏子の子）らと共に、母方従弟池田玄蕃と記されている。また事件後、縁者であることから知行を2000石減じられた。

## 参考文献

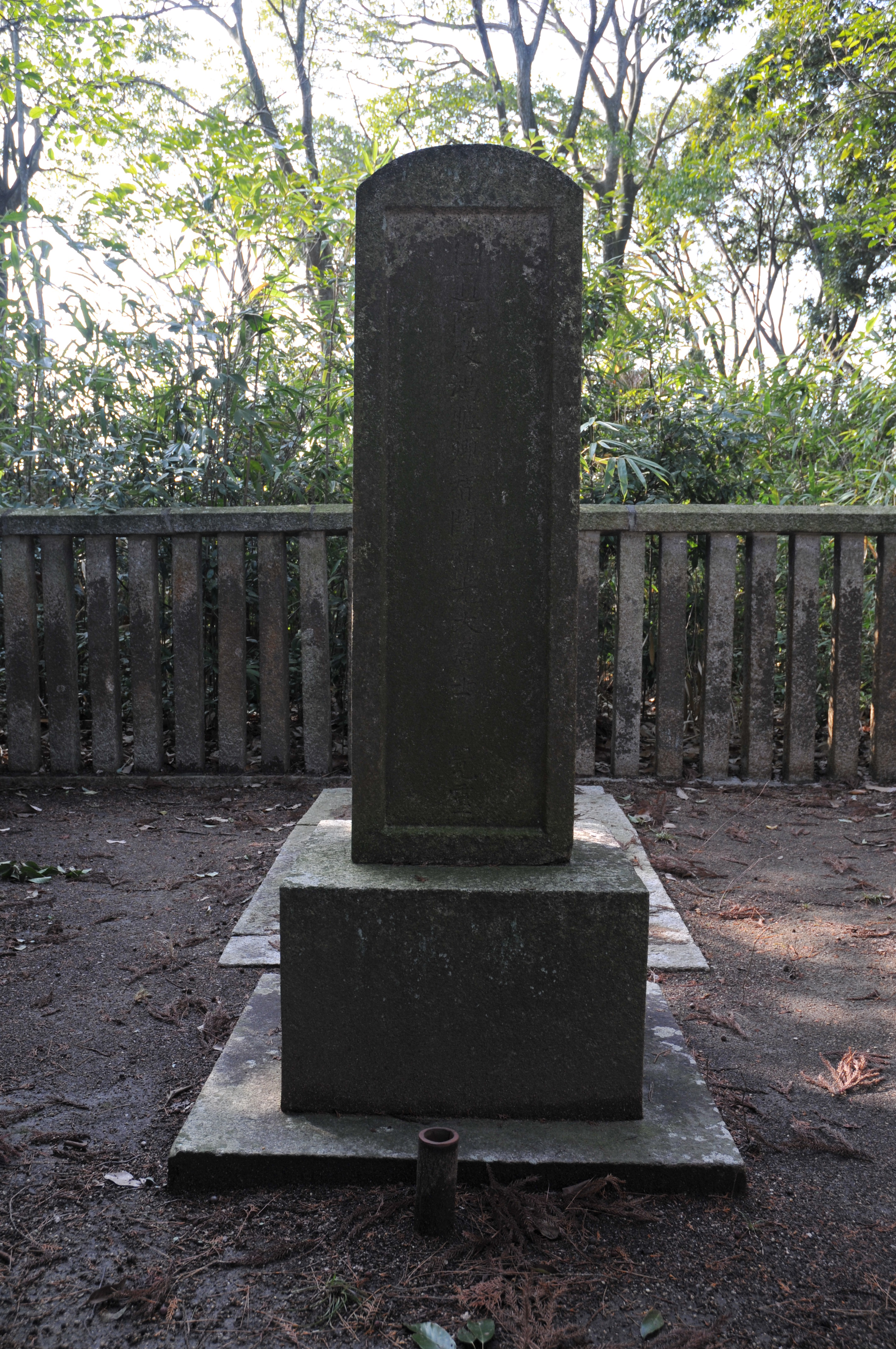
池田由勝の墓